# Conference Ouest 1996
La Conference Ouest 1996 è stata la 1ª edizione dell'omonimo torneo di football americano.
L'edizione è stata vinta dai Firebirds de Nantes, non sono note le altre squadre partecipanti né i risultati degli incontri.

## Squadre partecipanti
| Club                | Città  | Stadio | Sponsor ufficiale | Risultato nella stagione 1995 |
| ------------------- | ------ | ------ | ----------------- | ----------------------------- |
| Firebirds de Nantes | Nantes |        |                   |                               |

## Ouest Bowl I
| 1996 | Firebirds de Nantes | ? – ? | TBD |  |

## Verdetti
- Firebirds de Nantes vincitori dell'Ouest Bowl 1996